# (33865) 2000 JX15
2000 JX15 (asteroide 33865) é um asteroide da cintura principal. Possui uma excentricidade de 0.13676260 e uma inclinação de 26.83883º.
Este asteroide foi descoberto no dia 4 de maio de 2000 por LINEAR em Socorro.